# Пайк-Роуд (Алабама)
Пайк-Роуд (англ. Pike Road) — місто (англ. town) в США, в окрузі Монтгомері штату Алабама. Населення — 9439 осіб (2020).

## Географія

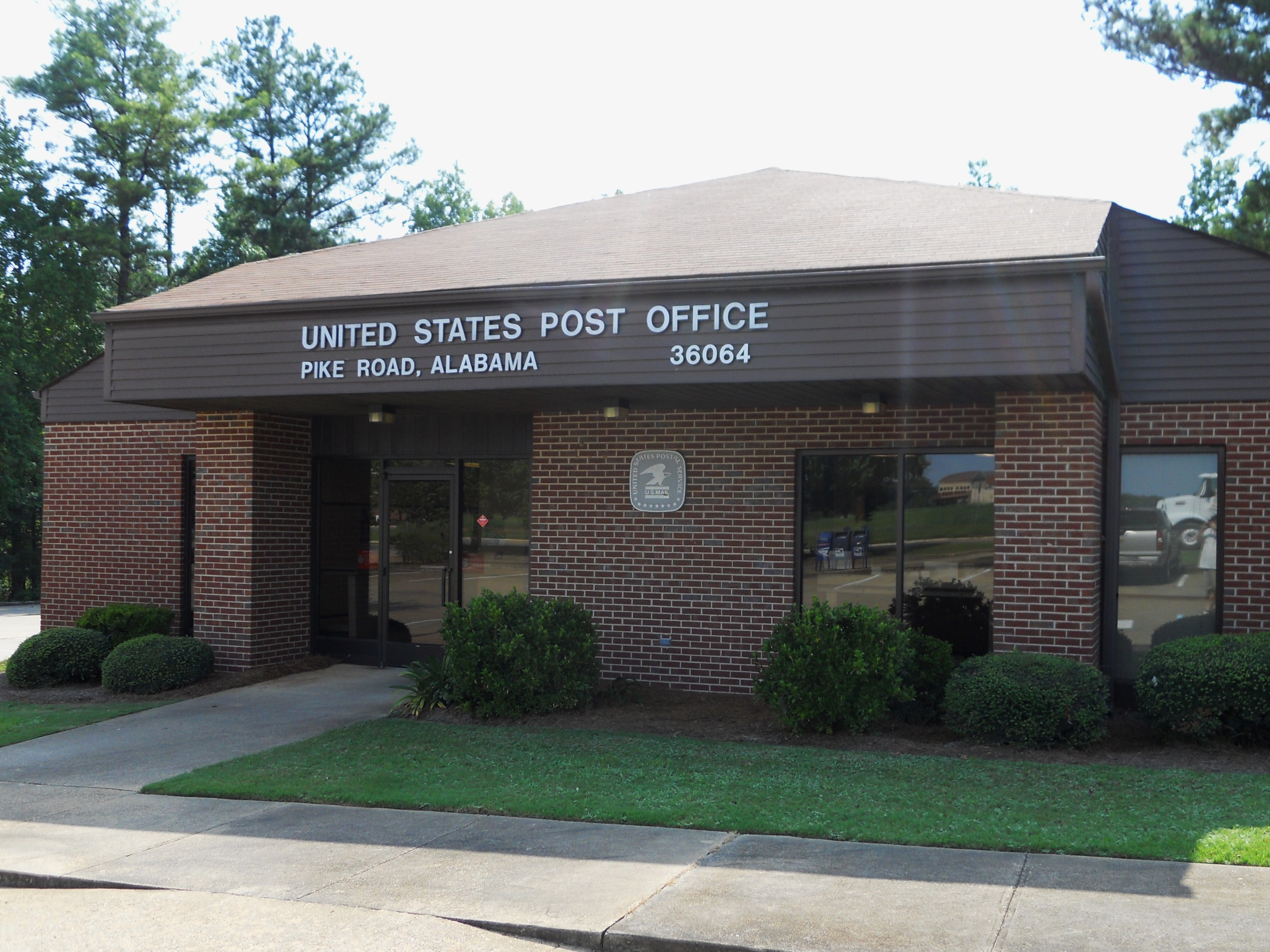
Поштове відділення

Пайк-Роуд розташований за координатами 32°18′43″ пн. ш. 86°1′59″ зх. д. / 32.31194° пн. ш. 86.03306° зх. д. (32.311887, -86.033007).  За даними Бюро перепису населення США в 2010 році місто мало площу 82,74 км², з яких 81,96 км² — суходіл та 0,79 км² — водойми.

## Демографія

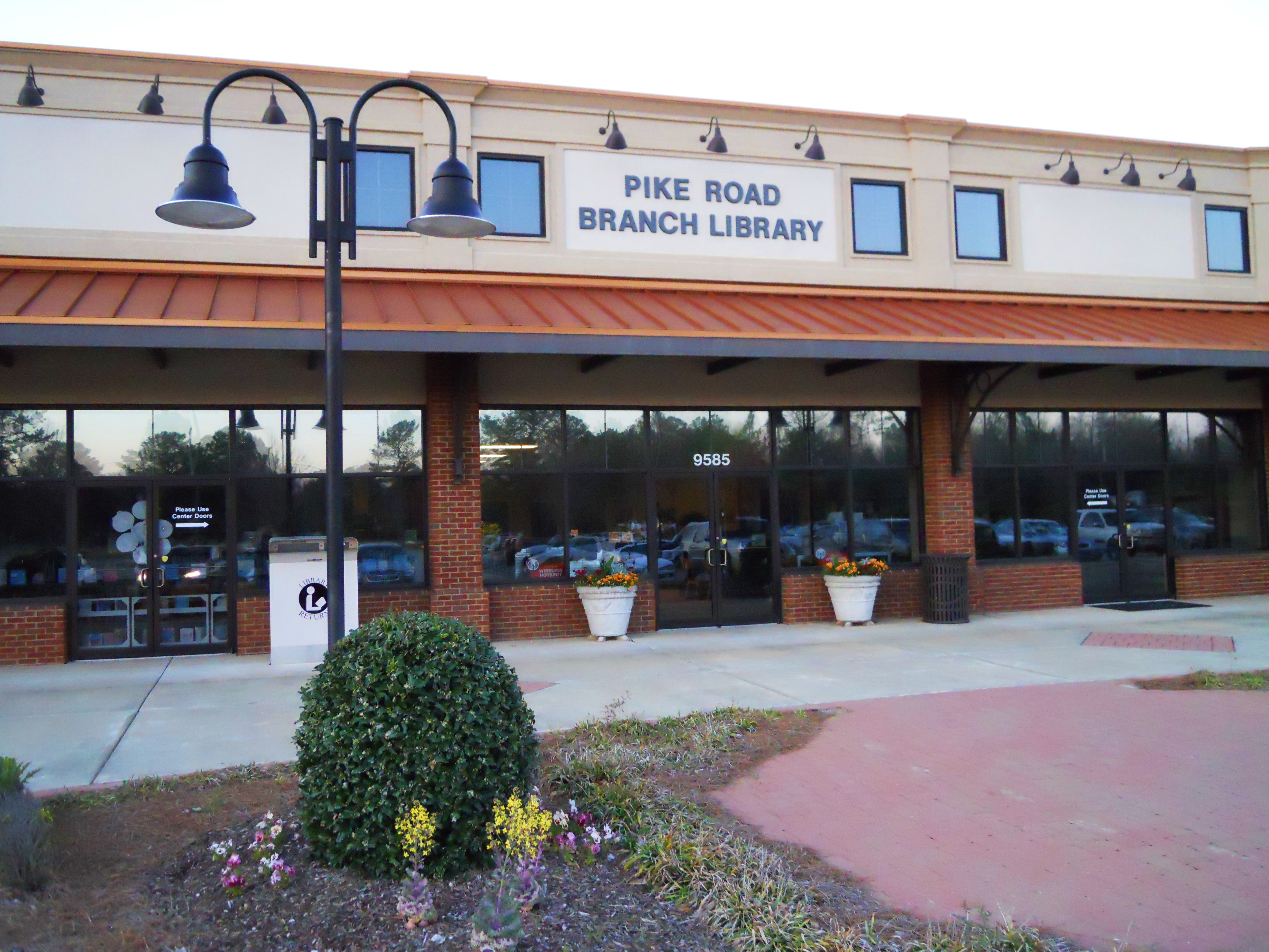
Бібліотека

Згідно з переписом 2010 року, у місті мешкало 5406 осіб у 1933 домогосподарствах у складі 1606 родин. Густота населення становила 65 осіб/км².  Було 2064 помешкання (25/км²).
Расовий склад населення:
| - 68,5 % — білих - 28,7 % — чорних або афроамериканців - 1,4 % — азіатів - 0,1 % — корінних американців |

До двох чи більше рас належало 0,8 %. Частка іспаномовних становила 1,3 % від усіх жителів.
За віковим діапазоном населення розподілялося таким чином: 26,5 % — особи молодші 18 років, 63,4 % — особи у віці 18—64 років, 10,1 % — особи у віці 65 років та старші. Медіана віку мешканця становила 39,7 року. На 100 осіб жіночої статі у місті припадало 99,4 чоловіків;  на 100 жінок у віці від 18 років та старших — 95,2 чоловіків також старших 18 років.
Середній дохід на одне домашнє господарство  становив 110 193 долари США (медіана — 97 500), а середній дохід на одну сім'ю — 120 561 долар (медіана — 102 476). Медіана доходів становила 62 576 доларів для чоловіків та 51 917 доларів для жінок. За межею бідності перебувало 2,3 % осіб, у тому числі 2,3 % дітей у віці до 18 років та 5,6 % осіб у віці 65 років та старших.
Цивільне працевлаштоване населення становило 3852 особи. Основні галузі зайнятості: освіта, охорона здоров'я та соціальна допомога — 28,3 %, науковці, спеціалісти, менеджери — 16,1 %, публічна адміністрація — 13,2 %.